# Natació en aigües obertes al Campionat del Món de natació de 1994
La competició de natació en aigües obertes al Campionat del Món de natació de 1994 es realitzà al Foro Italico de la ciutat de Roma (Itàlia). S'hi celebraren tres proves: els 25 km en modalitat masculina, femenina i mixta.

## Resum de medalles
Segons la Federació Internacional de Natació (FINA), els resultats d'aquesta competició i la distribució de medalles foren els següents:

### Categoria masculina
| Prova | Or                  | Or         | Plata             | Plata      | Bronze                | Bronze     |
| 25 km | Greg Streppel (CAN) | 5:35.26.56 | David Bates (AUS) | 5:36.31.70 | Aleksey Akatyev (RUS) | 5:37.26.43 |

### Categoria femenina
| Prova | Or                       | Or         | Plata             | Plata      | Bronze                     | Bronze     |
| 25 km | Melissa Cunningham (AUS) | 5:48.25.04 | Rita Kovács (HUN) | 5:50.13.76 | Shelley Taylor-Smith (AUS) | 5:53.12.82 |

### Prova mixta
| Prova | Or        | Or          | Plata    | Plata       | Bronze  | Bronze      |
| 25 km | Austràlia | 17:17:35.41 | Alemanya | 17:37:19.47 | Hongria | 17:37:34.68 |

## Medaller
El medaller final de la competició atorgà un liderat indiscutible d'aquesta modalitat a Austràlia, que va guanyar una medalla de cada metall en les proves individuals, un guardó en cadascuna de les proves disputades i també l'or en la prova mixta.
| Pos.  | País      | Or | Plata | Bronze | Total |
| 1     | Austràlia | 2  | 1     | 1      | 4     |
| 2     | Canadà    | 1  | 0     | 0      | 1     |
| 3     | Hongria   | 0  | 1     | 1      | 2     |
| 4     | Hongria   | 0  | 1     | 0      | 1     |
| 5     | Rússia    | 0  | 0     | 1      | 1     |
| Total | Total     | 3  | 3     | 3      | 9     |